# Shenzianyuloma yunnanense
Shenzianyuloma là một chi tuyệt chủng của ngành Vetulicolia, đại diện của một loài tuyệt chủng Shenzianyuloma yunnanense, từ Đá phiến Maotianshan trong Giai đoạn 3 (518 triệu năm trước) của kỷ Cambri. Nó đáng chú ý vì có ngoại hình cơ thể giống với cá thần tiên.

## Tên gọi
Tên gọi của Chi này bắt nguồn từ Tiếng Trung shénxiān yú (神仙鱼), nghĩa là "cá thần tiên", và đảo chữ Mola.